# Gigantium
Das Gigantium ist eine Multifunktionsarena in der dänischen Großstadt Aalborg, Region Nordjylland.

## Geschichte

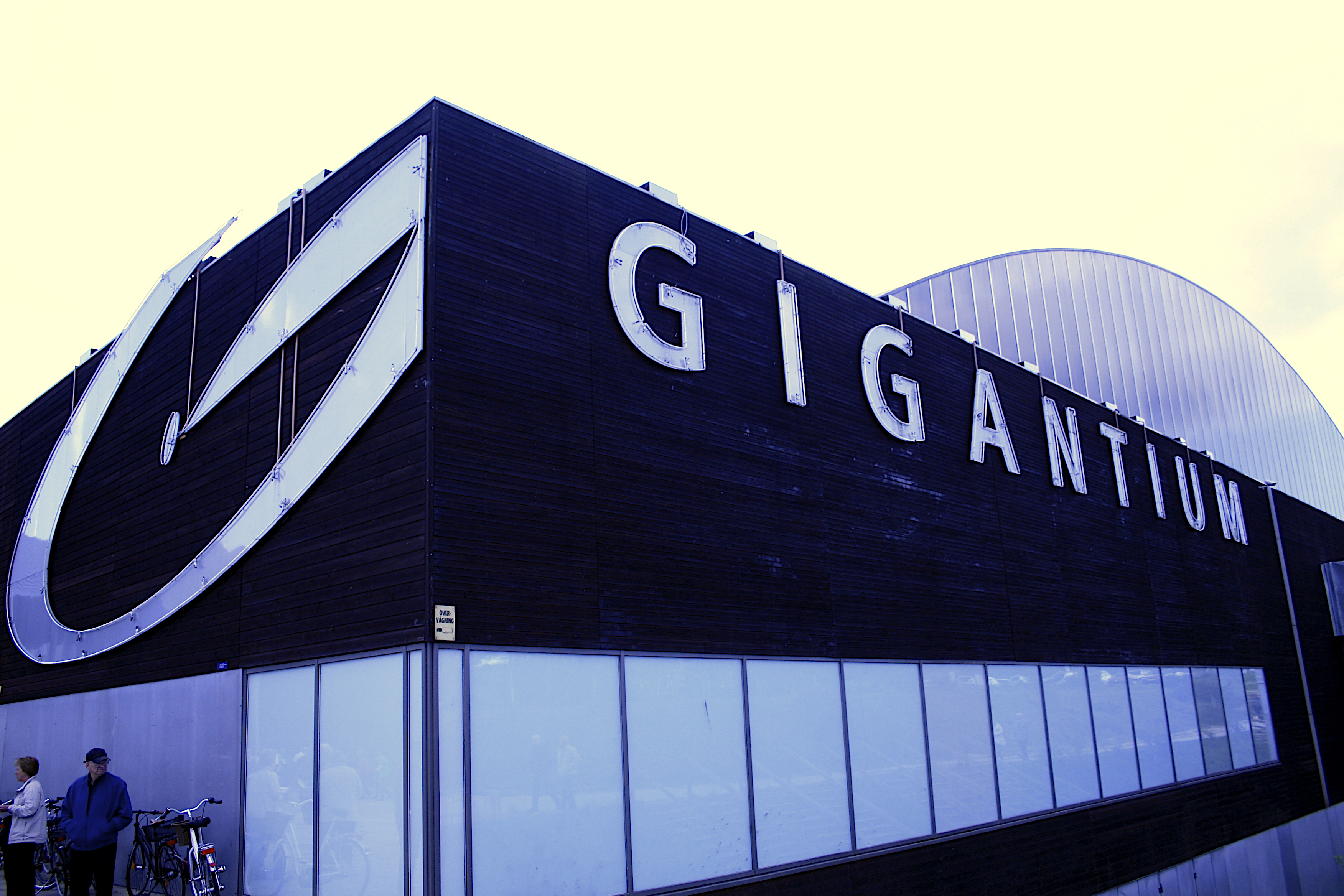
Außenansicht der Nordseite des Gigantium

Die Arena wurde im Oktober 1999 eröffnet und 2003 renoviert. Im Jahr 2007 kam die Isarena zum Sportkomplex hinzu, welche für die Heimspiele des Eishockeyvereins Aalborg Pirates aus der dänischen Metal Ligaen genutzt wird. Zudem ist sie Heimspielstätte der Handballvereine Aalborg Håndbold (Håndboldligaen) und Aalborg DH (Damehåndboldligaen). Zusätzlich befinden sich im Sportkomplex noch eine Eishalle zu Trainingszwecken, eine Schwimmhalle (2011) und eine Leichtathletikhalle (2014). In der Arena finden regelmäßig auch Konzerte statt. In den Jahren 2006 und 2010 wurde hier der Dansk Melodi Grand Prix ausgetragen. Das Gigantium war einer der Austragungsorte der Handball-Europameisterschaft der Frauen 2010 und der Handball-Europameisterschaft der Männer 2014.
Am 5. Juli 2017 brach ein Feuer an einer Außenwand der Halle aus. Ein Mitarbeiter hatte den Brand wahrscheinlich beim Unkrautvernichten mit einem Abflammgerät ausgelöst. Nach anfänglichen Befürchtungen erwiesen sich die Schäden im Gigantium als nicht so gravierend, sodass die ab September 2017 angesetzten Handball-Liga- und Champions-League-Spiele stattfinden konnten.